# Hermes González
Hermes González Flores (Asunción, 6 de abril de 1935) es un exfutbolista paraguayo. Jugaba de extremo derecho y su primer club fue Libertad.

## Carrera
A los 12 años, ingresó en el Club Libertad y a los 16 ya había ascendido al primer equipo. Este fue el inicio de una época dorada, donde se formó un grupo excepcional, reconocido como el "mejor equipo del siglo" en una encuesta realizada por el diario ABC Color. En ese período, sobresalía Eulogio Martínez, quien más tarde se uniría al FC Barcelona poco antes que Hermes González. La dupla destacó en el fútbol paraguayo al ganar el campeonato local de 1955 y lograr notables victorias como el triunfo por 4-3 sobre el Partizán de Belgrado en 1954 y una goleada por 5-1 al Club Atlético River Plate de Argentina, que tenía a jugadores como: Omar Sívori, Amadeo Carrizo, Walter Gómez, Santiago Vernazza, entre otros. González, autor de dos goles en aquel encuentro, fichó por el FC Barcelona en 1957 y luego por el Real Oviedo en 1959, culminando su carrera deportiva en 1962, a los 27 años de edad.

## Selección nacional

### Absoluta
Ha sido internacional absoluto con la selección de fútbol de Paraguay. Participó en el Campeonato Sudamericano 1955 y 1956. Su debut se produjo el 2 de marzo de 1955.

## Clubes
| Club         | País     | Año       |
| ------------ | -------- | --------- |
| Libertad     | Paraguay | 1951-1957 |
| FC Barcelona | España   | 1957-1959 |
| Real Oviedo  | España   | 1959-1962 |

## Palmarés

### Títulos nacionales
| Título                | Club         | País     | Año     |
| --------------------- | ------------ | -------- | ------- |
| Campeonato Paraguayo  | Libertad     | Paraguay | 1955    |
| Copa de Ferias        | FC Barcelona | España   | 1958    |
| Primera División      | FC Barcelona | España   | 1958-59 |
| Copa del Generalísimo | FC Barcelona | España   | 1958-59 |